# Felipe Pantone
Felipe Pantone (nacido en 1986) es un artista contemporáneo argentino-español. Nació en Buenos Aires, Argentina y creció en el sureste de España. Se licenció en Bellas Artes en Valencia (España), donde actualmente tiene su estudio y el proyecto de Casa Axis. La obra de Pantone aborda el dinamismo, la transformación, la revolución digital y temas relacionados con la actualidad.

## Historia
A la edad de 12 años, Pantone comenzó a hacer grafiti como Pant1 en Torrevieja, España, luego se mudó a Valencia con 18 años, donde comenzó a pintar con el equipo DOCS y luego pasó a formar parte de UltraBoyz (UB). Se hizo conocido por su estilo vanguardista, y sus piezas se caracterizaban por el uso de colores vibrantes, contrastes blanco y negro, formas nítidas y algunos elementos del Op-Art.
En 2004 comenzó Bellas Artes en la Universidad Politécnica de Valencia, donde empezó a familiarizarse con el arte cinético y el op-art, y a conocer a artistas que fueron de gran inspiración como Carlos Cruz-Diez, Vasarelly, Bridget Riley, Frank Stella, Jesús Rafael Soto, Julio Le Parc o los españoles Eusebio Sempere o José María Yturralde. Es entonces cuando comienza a aplicar ciertos de estos elementos en sus grafiti. Ese mismo año, la empresa alemana de aerosoles Montana Cans comienza a patrocinarle, llevándole a varios festivales y eventos que le hacen perfeccionar su estilo.
Desde entonces sus murales han aparecido en edificios y paredes de todo el mundo, desde el Museo de Arte de Long Beach, el Palais de Tokyo en París, Buffalo AKG Art Museumen Nueva York así como en Ciudad de México, Osaka, Lisboa, Sao Paulo, Italia, Los Ángeles, Sídney, Monterrey, Seoul, Buenos Aires, Hawái, Valencia o más recientemente en Jersey City, siendo el mural más alto de Pantone hasta la fecha y uno de los más grandes de Estados Unidos.
Manifiesto Ultradinámico
Durante uno de estos viajes en 2013, es encarcelado preventivamente en Japón a causa de unos actos ilegales. Estos días en prisión le sirven para desarrollar el 'Manifiesto Ultradinámico', una declaración de cómo debería de ser su arte e intenciones; y que a día de hoy siguen vigentes.
Es entonces cuando empieza a deshacerse de las letras en sus trabajos, y comienza su etapa abstracta, predominada por el arte óptico, dinamismos y fenómenos de luz y color, sumado elementos gráficos generados por ordenador. Este estilo le lleva a trabajos de mural a gran escala en edificios de todo el mundo y a pintar sus primeros cuadros abstracto-geométricos.
El comisario especializado en grafiti, Roger Gastman, dijo: "Felipe Pantone evoca un espíritu en su trabajo que se siente como una colisión entre un pasado analógico y un futuro digitalizado, donde los seres humanos y las máquinas inevitablemente chocarán entre sí en un prisma de gradientes de neón, formas geométricas, patrones ópticos y cuadrículas irregulares."
Felipe Pantone Studio

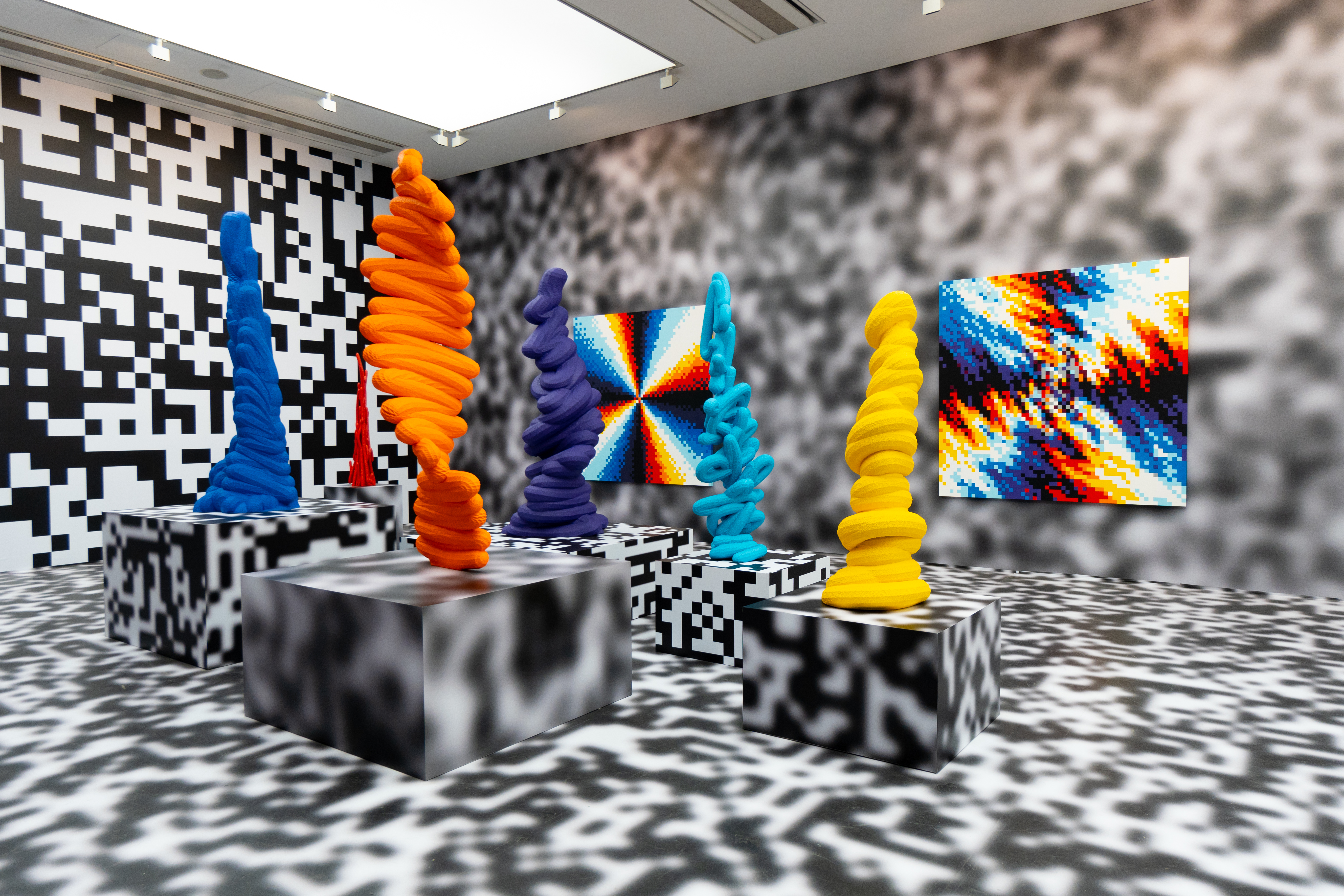
Immersive installation by artist Felipe Pantone featuring six sculptures and two paintings on a blur-focus floor and walls. Installed at Saatchi Gallery in London during Beyond the Streets 2023

Pantone es invitado en 2016 a realizar una residencia artística en el estudio de Carlos Cruz-Diez en Panamá.
Esta experiencia le sirve para familiarizarse con nuevos formatos, soportes y materiales, y a su vez experimenta las posibilidades que ofrece un espacio y el apoyo en un equipo idóneo.
Es a la vuelta de este viaje cuando Pantone traslada Felipe Pantone Studio (FPSTUDIO) a un espacio mayor. Adquiere nuevas máquinas y herramientas y conforma un equipo de asistentes de pintura e ingenieros para poder desarrollar nuevas obras e ideas.
Comenzó a mostrar su trabajo en galerías en 2006.Desde entonces ha exhibido su trabajo tanto en galerías como museos en las principales capitales: Shanghái, Nueva York, Ciudad de México, París, Tokio, Sao Paulo o Los Ángeles. Destacan sus exposiciones del Kunsthal de Róterdam, Mesa Contemporary Arts Center en Arizona, CCCC de Valencia, ArtScience Museum de Singapur o Beyond the Streets en Saatchi Gallery de Londres.  
En 2018 comienza el proyecto de Configurable Art, donde el estudio desarrolla ediciones limitadas de obras de Pantone así como de otros  artistas reconocidos como Vhils, Futura2000 o Hell'O Monster. Al mismo tiempo, se pone en marcha un programa de residencias artísticas en los que artistas como Ghizlane Agzenaï o Jesús Cuesta trabajaron junto a Pantone y su equipo en la creación de una escultura de edición.
Casa Axis: Pantone's Creative Hub
Casa Axis, concebida inicialmente como una residencia futurista, ha sido transformada por Pantone en un centro creativo y residencia de artistas. Ubicado cerca de Valencia, España, Casa Axis ocupa una distintiva estructura de estilo 'space age' diseñada originalmente en 1975 por el arquitecto Antonio Segura y el estudio de arquitectura Pascual Genovés.
El edificio conserva su estética única de los años 70, con elementos de diseño europeo de esa época. El lugar sirve como un punto de encuentro dinámico para artistas de diversas disciplinas, fomentando la colaboración y el diálogo artístico. El programa de residencia artística en Casa Axis busca unir a artistas consolidados y emergentes de todo el mundo, promoviendo el intercambio de ideas creativas, no solo en el ámbito de las artes plásticas sino también de las artes escénicas. Pantone declaró para la revista Architectural Digest : "Es complicado de explicar pero la energía que tiene, la belleza que ves en cada esquina, te contagia y te estimula de una manera brutal. Quiero que otros artistas puedan disfrutar de ella, que sea un lugar abierto” 
La propiedad de Casa Axis abarca 7,000 metros cuadrados, y junto a la casa se ha construido unas edificaciones de líneas minimalistas como emplazamiento del nuevo estudio del artista, que consta de taller, oficinas y espacio expositivo. Se planea que el jardín albergue un parque de esculturas, proporcionando un entorno natural para exposiciones de arte al aire libre.

## Estilo

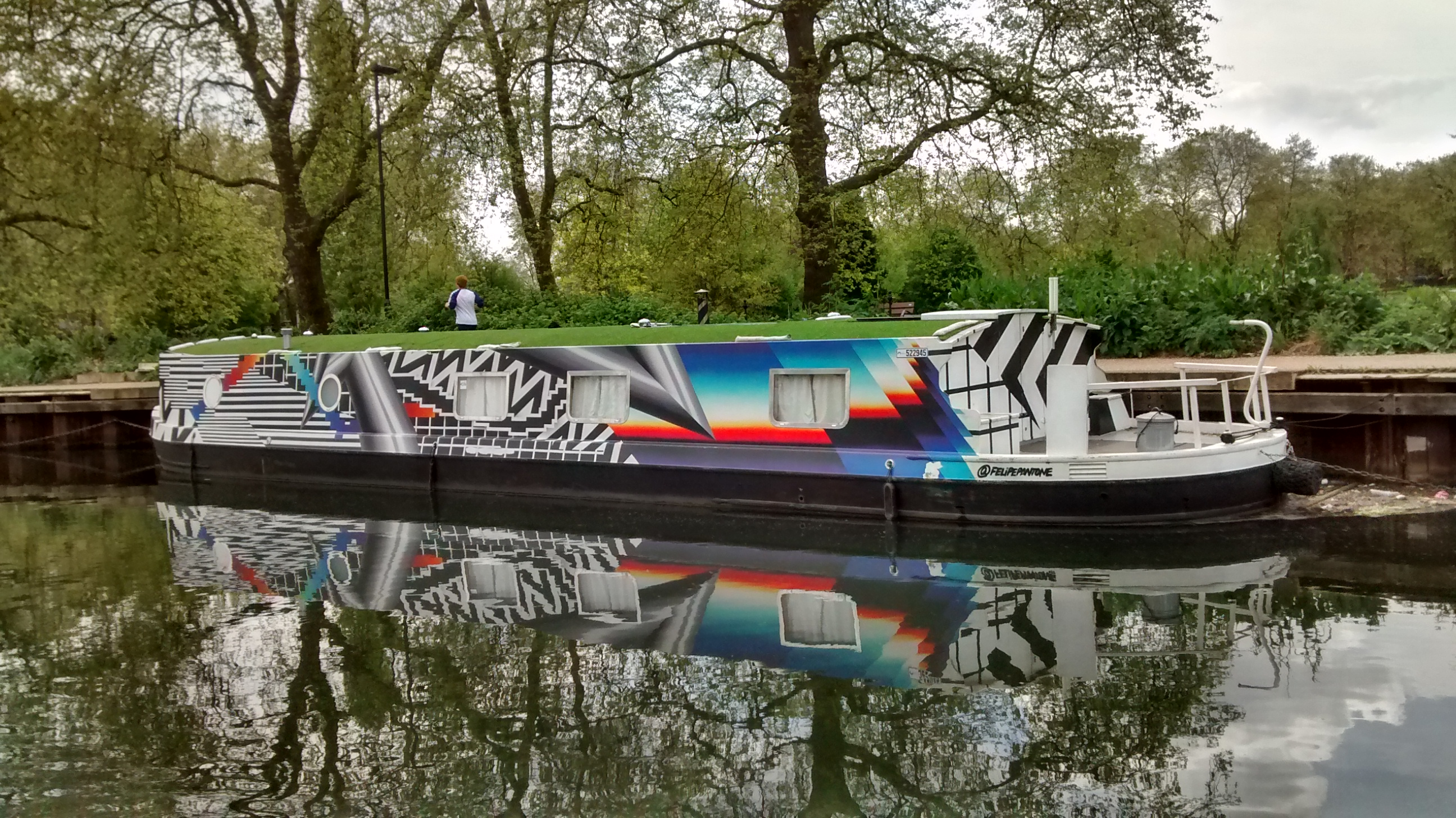
El widebeam Growbellamente pintado por Felipe Pantone

El estilo artístico de Felipe Pantone es una fusión única de arte urbano, arte cinético y estética digital. Sus obras son reconocidas por su vibrante paleta de colores, formas geométricas dinámicas y líneas agudas que crean una sensación de movimiento y energía. Los críticos señalan que "las divisiones entre patrones geométricos y degradados se combinan con tanta facilidad que los patrones más grandes parecen creados con digitalización en lugar de con las dos manos".
Inspirado por la estética de la cultura del grafiti y la tecnología contemporánea, Pantone crea piezas que exploran la relación entre lo analógico y lo digital, lo estático y lo dinámico. Su trabajo a menudo incorpora elementos visuales de la cultura pop, así como referencias a la velocidad, la tecnología y la saturación visual de la era digital. El trabajo de Pantone ha evolucionado hacia un lenguaje visual dinámico que destila el espíritu de la época digital en un proyecto tras otro.La revista Forbes llamó a su estética "la intersección de Blade Runner y PhotoShop" por sus conceptos de dinamismo, transformación y movimiento.
A través de murales, instalaciones y obras de arte en diversos medios, Pantone desafía las convenciones del arte tradicional y ofrece una experiencia visual inmersiva y futurista. Su estilo único y reconocible ha ganado una amplia atención internacional, convirtiéndolo en uno de los artistas contemporáneos más influyentes en el ámbito del arte urbano y la cultura visual. Algunos de los ejemplos más vertiginosos de sus creaciones retrofuturistas incluyen la espectacular Data Fall de 2018 en Moscú, la instalación Cyberspazio Tubolare de 2016 en Roma, el W3-Dimensional-BKK en 2018 en el Centro Siam de Bangkok, y un código QR funcional de 30 metros de altura en Bélgica. Alrededor de la fachada de la escuela de Bellas Artes de la Politécnica de Valencia donde estudió, envolvió más de 500,000 azulejos de colores para crear un mosaico de pixeles titulado Optichromie para Valencia en 2020.
La búsqueda constante de nuevos formatos donde Pantone aplicar su estilo le ha llevado a colaborar con algunas marcas líder en su sector, como la reciente colaboración con los relojes suizos Zenith. En 2022, la firma italiana Poltrona Frau encargó a Pantone el rediseño de su inónico Archibald con motivo de su 110 aniversario, aplicando su estilo de píxeles en cuero. Un año antes, en 2021, Felipe Pantone presentó en el Gran Premio de Mónaco de Fórmula 1 su colaboración con la escudería Alpine: tres modelos del A110 de Alpine pintados a mano.Ese mismo año el artista argentino lanzó una colección de diferentes prendas de vestir y calzado con la empresa textil deportiva alemana Puma. En 2019 Pantone fue el artista seleccionado para el diseño de la edición limitada del Very Special cognac Hennessy, como ya hicieron talentos como KAWS, Futura 2000 o Shepard Farey.Pantone también ha colaborado en el pasado con marcas como Nike, Adidas, Kaspersky, EA Sports, Facebook, Ballantines o el diseño personalizado del Hoonigan y trajes para Ken Block en 2016.

### Exposiciones individuales

#### 2015
- Stereodynamica - Backwood Gallery, Melbourne AUSTRALIA
- Opticromías - Delimbo, Sevilla ESPAÑA
- Resituation - Constante, Hong Kong CHINA

#### 2016
- Scroll Panorama - Galería Hermanos Celaya, México DF, México
- Cyberspazio Tubolare - Festival al aire libre, Roma, Italia
- Data Somersault - StolenSpace Gallery, Londres
- Data Smog - Galería Lebenson, París
- W3-Dimensional - Galería Mirus, San Francisco, CA

#### 2017
- Afterimage - Galería Kolly, Zurich, Suiza
- Planned Iridescence - GR Gallery, Nueva York, NY
- Planar Direction - Galería Station16, Montreal, Canadá
- Artifact to Human Communication - Galería Underdogs, Lisboa, Portugal

#### 2018
- Excès de Vitesse - Alice Gallery, Bruselas, Bélgica
- Dynamic Phenomena - Galería Magda Danysz, París
- Parque W3-DIMENSIONAL  - Siam Center, Bangkok, Tailandia [1]
- Transformable System - Joshua Liner Gallery, Nueva York, EE. UU.

#### 2019
- Axioma de Constructibilidad - Articruz, Ciudad de Panamá, Panamá
- Distance, Speed, Time, Formula - Galería Danysz, Shanghai, China

#### 2020
- Contactless - Albertz Benda, Nueva York, EE. UU.
- Big Time Data - Galería RGR, Ciudad de México, México

#### 2021
- Casa Variable - Galería Danysz, París, Francia
- Veladura Digital - Galería Javier López & Fer Francés (The Playground), Madrid, España

#### 2022
- Convergencias (con Elías Crespin) - Galería RGR, CDMX México
- Manipulable - Gallery Common, Tokio, Japón
- Metallic Contact - Albertz Benda, Nueva York, EE. UU.

#### 2023
- Seriación y Cromatismo Cinético (w/ Eusebio Sempere) - Museo MUBAG, Alicante, España
- Prospectiva - Centre del Carme Cultura Contemporània, Valencia, España
- Diagonal Reading, Stroboscopic Attention, yet, Profound Oneness - Gallery All, Shanghai, China
- Prospective - Kunsthal Museum, Róterdam, Países Bajos
- Kosmos - Control Gallery, Los Angeles EE.UU.

### Exposiciones colectivas

#### 2013
- Venganza – exposición colectiva con Sozyone Gonzalez & Demsky333 en Celal Gallery, París

#### 2016
- Truck Art Project - Madrid, España
- Painting/Object - Library Street Collective, Los Ángeles CA, EE. UU.
- The New Vanguard - Museo de Arte e Historia (MOAH), Lancaster CA, EE. UU.
- Welcome Back - Colab Gallery, Wheil Am Rhein, Alemania
- Vitality and Verse - Museo de Arte de Long Beach, Long Beach CA, EE. UU.
- Spectra - Marion Gallery, Ciudad de Panamá, Panamá

#### 2017
- Feria de arte Scope - Con Mirus Gallery, Miami, FL, EE.UU.
- Interferences, Contemporary Op & Kinetic Art - GR Gallery, Nueva York, NY, EE.UU.
- Ultra-Plasticism - PBX Creativa, Madrid, España
- Chromadynamica Dimensional - Mesa Contemporary Arts Center, Mesa, AZ, EE. UU.

#### 2018
- Summer Mixer - Joshua Liner Gallery, Nueva York, NY, EE.UU.
- Beyond the Streets - Los Ángeles, CA, EE.UU.
- Art from the Streets - Museo ArtScience, Singapur

#### 2019
- Vibrations - Galería Danysz, París, Francia
- Your Favorite Artist’s Favorite Artist II - Joshua Liner Gallery, Nueva York, EE. UU.
- From the World, Made in Lisboa - Galería Underdogs, Lisboa, Portugal
- Dream Box - Museo MIMA, Bruselas, Bélgica

#### 2021
- MISA.art - König Galerie, Berlín, Alemania

#### 2022
- Endless Summer - Albertz Benda, Los Ángeles, EE. UU.

#### 2023
- Beyond the Streets - Saatchi Gallery, Londres, Reino Unido
- Kinetic Art_ Past & Present - Galeria Raquel Arnaud, Sao Paulo, Brasil